# واختانگ کیکابیدزه
واختانگ کیکابیدزه (به گرجی: ვახტანგ "ბუბა" კიკაბიძე؛ ۱۹ ژوئیهٔ ۱۹۳۸ – ۱۵ ژانویهٔ ۲۰۲۳) بازیگر، خواننده، کارگردان و فیلم‌نامه‌نویس اهل اتحاد جماهیر شوروی و گرجستان بود. مادر وی، یک شاهزاده بوده‌است.
از جمله فیلم‌هایی که وی در آن‌ها بازی کرده‌است، می‌توان به میمینو اشاره کرد که در آن نقش یک خلبان را داشته‌است.

## جوایز
وی همچنین، برندهٔ جوایزی همچون جایزهٔ دولتی اتحاد جماهیر شوروی شده‌بود.

## درگذشت
کیکابیدزه در ۱۵ ژانویهٔ ۲۰۲۳، در سن ۸۴ سالگی بر اثر سرطان درگذشت.